# Sanatruces II da Armênia
Sanatruces I (em armênio: Սանատրուկ; romaniz.: Sanatruk; em grego: Σανατρύκης; romaniz.: Sanatrúkēs; em latim: Sanatruces), segundo alguns historiadores, foi um rei da Armênia da dinastia arsácida, que reinou de 185 a 197 ou de 178 a 216 (as datas são incertas), sob a suserania romana. Teria sucedido Soemo. Outros historiadores, incluindo Cyril Toumanoff, não o incluem na lista dos reis arsácidas da Armênia.

## Nome
Sanatruces (Σανατρύκης, Sanatrúkēs), Sinatruces (Σινατρούκης, Sinatroúkēs), Sanatrúcio (Σανατρούκιος, Sanatroúkios) e Sanatruco (Sanatrucus) são as formas grega e latina do nome parta Sanatruque (Sanatrūk), que seria incorporado no armênio (Սանատրուկ) e aramaico (𐡎𐡍𐡕𐡓𐡅𐡊, sntrwk e snṭrwq (aramaico de Hatra)). Em última análise, pode derivar do iraniano antigo *sāna-taru-ka- ("conquistador de inimigos")